# Adam Zamoyski
El conde Adam Zamoyski (n. 11 de enero de 1949) es un historiador y miembro de la antigua familia de los Zamoyski de la nobleza polaca.

## Biografía
Zamoyski nació en la ciudad de Nueva York, pero fue criado en Suiza e Inglaterra y educado en el Instituto Le Rosey y Downside School. Se inició en el conocimiento de la historia de Polonia en casa. Estudió filología francesa y rusa en el Queen's College en Oxford. Fue presidente del consejo de la Fundación Princes Czartoryski. El 16 de junio del 2001 se casó en Londres, Inglaterra, con la artista Emma Sergeant.

## Obras
- Zamoyski, Adam (1980), Chopin: A Biography, Nueva York: Doubleday, ISBN 0-385-13597-1.
- —— (1982), Paderewski, Nueva York: Aetheneum Books, ISBN 0-689-11248-3.
- —— (1987), The Polish Way: A Thousand-Year History of the Poles and Their Culture, Londres: John Murray, ISBN 0-531-15069-0.
- —— (1994), The Polish Way: A Thousand-Year History of the Poles and Their Culture, Nueva York: Hippocrene Books, ISBN 0-781-80200-8.
- —— (1998), The Last King of Poland, Londres: Weidenfeld & Nicolson, ISBN 0-753-80496-4.
- —— (2001), The Princes Czartoryski Museum, Cracovia: The Princes Czartoryski Foundation, ISBN 8-387-31267-3.
- —— (2001), Poland: A Traveller's Gazetteer, Londres: John Murray, ISBN 0-719-55772-0.
- —— (2001), Holy Madness: Romantics, Patriots and Revolutionaries, Londres: Weidenfeld & Nicolson, ISBN 1-842-12145-6.
- —— (2004), The Forgotten Few:  The Polish Air Force in the Second World War, Pen & Sword Books, ISBN 1-844-15090-9.
- —— (2004), Moscow 1812: Napoleon's Fatal March [Moscú 1812: La trágica marcha de Napoleón], Nueva York: HarperCollins, ISBN 0-007-12375-2.
- —— (2007), Rites of Peace, The fall of Napoleon & the congress of Vienna, Nueva York: HarperCollins, ISBN 978-000719-757-6.
- —— (2008), Warsaw 1920 - Lenin's failed conquest of Europe, Nueva York: HarperCollins, ISBN 978-0-00722-552-1.

## Condecoraciones
- 2010: Medalla honorífica Bene Merito, otorgada por el ministro de Relaciones Exteriores de Polonia.